# J'écoute du Miles Davis
J'écoute du Miles Davis is een nummer van de Franse singer-songwriter Navii uit 2016. Het is de eerste single van zijn debuutalbum Toute se donner.
"J'ecoute du Miles Davis" is een Franstalig popnummer met in het refrein een tegen de deephouse aanliggende beat. In het nummer zingt de ik-figuur dat zijn relatie op de klippen gelopen is, en dat hij tijdens het verwerken daarvan naar Miles Davis luistert. De plaat werd een hit in Frankrijk, waar hij de 38e positie behaalde. Ook in Wallonië kende het nummer succes.